# Раби Сатани
«Раби Сатани» (англ. Satan's Slaves, індонез. Pengabdi Setan, також Слуги Сатани) — індонезійський фільм жахів 2017 року, написаний і знятий Джоко Анваром. Це вільний ремейк-приквел однойменного фільму 1980 року режисера Сісворо Гаутама Путра за оповіданням Субагіо С. Сюжет розповідає про сім'ю, яку переслідує смерть матері, що помирає після трьох років прикутої до ліжка від дивної та виснажливої хвороби.
«Раби Сатани» — найкасовіший індонезійський фільм 2017 року з 4,2 мільйонами відвідувань. Фільм вийшов у прокат у 42 країнах, зокрема в Малайзії, Сінгапурі, Японії, Німеччині та США.
У серпні 2022 року вийшов сиквел «Раби сатани 2: Причастя».

## Сюжет
Фільм розповідає про сім'ю, яка живе у сільській місцевості у 1981 році: Маварні, її чоловіка Бахрі, його матір Рахму та чотирьох дітей: 22-річну Ріні, 16-річну Тоні, 10-річну Бонді та глухого шестирічного Яна. Сім'я живе в умовах фінансової скрути, оскільки Маварні хвора і прикута до ліжка, а гонорари від її колишньої співочої кар'єри давно минули.
Після смерті Маварні сім'ю втішають устад і його дорослий син Хендра, які нещодавно переїхали в сусідній район. Бахрі їде до міста, щоб зібрати гроші на виплату іпотеки. Вдома дітей переслідує примарна присутність Маварні. Потім Бонді та Ріні знаходять у колодязі мертвою свою бабусю Рахму. Знайшовши на столі Рахми невідправленого листа до чоловіка на ім'я Будіман, Ріні та Гендра доставляють його до центру міста, щоб попросити його про допомогу. Будіман, окультний письменник, розповідає, що коли Бахрі збирався одружитися з Маварні, Рахма не схвалила цього через кар'єру Маварні та ознаки безпліддя. Будіман дає Ріні свою статтю про культ плодючості сатаністів, які націлені на безплідних жінок, що хочуть мати дітей, із застереженням, що остання дитина має бути добровільно віддана через сім років. Вони бояться за безпеку Яна, якому через три дні виповниться сім років. Наступного дня, доставляючи термінового листа від Будімана до Ріні, Гендра потрапляє під колеса вантажівки.
Бахрі вирішує переїхати з дітьми до міста. Вночі члени культу оточують будинок під час бурі, але після того, як Бахрі каже їм, що не бажає віддавати Яна, вони йдуть геть. Наступного дня вантажний фургон не з'являється, і сім'я змушена залишитися ще на одну ніч під наглядом устада. Ріні нарешті відкриває листа Будімана, в якому пояснюється, що останню дитину забере культ, бо вона є дитиною самого Сатани. У ньому також пояснюється, що прихід сектантів напередодні ввечері був лише для того, щоб позначити будинок для мерців, які заберуть дитину. З'являються Маварні та кілька поконгів, у тому числі Хендра, і вбивають устада. Ян, якому щойно виповнилося сім років, радісно приєднується до Маварні та поконгів. Приїжджає Будіман і евакуює Бахрі та інших дітей.
Рік потому Бахрі з родиною живе в міській квартирі. Жінка на ім'я Дарміна приносить їжу, а згодом доповідає чоловікові, який каже, що вони повинні зробити так, щоб сім'я ніколи не виїжджала. Дарміна каже, що настав "час для нового врожаю", і чоловік просить її набратися терпіння.

## Актори
- Тара Басро — Ріні, 22-річна донька Бахрі та Маварні, а також сестра Тоні, Бонді та Яна
- Бронт Паларае — Бахрі Сувоно, батько Ріні, Тоні та Бонді, а також чоловік Маварні
- Аю Лаксмі — Маварні Сувоно, мати Ріні, Тоні, Бонді та Яна, а також дружина Бахрі
- Енді Арфіан — Тоні, 16-річний син Бахрі та Маварні, а також брат Ріні, Бонді та Яна
- Назар Ануз — Бонді, 10-річний син Бахрі та Маварні, а також брат Ріні, Тоні та Яна
- Мухаммад Адхіят — німий 6-річний син Бахрі та Маварні, а також брат Ріні, Тоні та Бонді, Ян
- Еллі Д. Лутан — Рахма Саїда, бабуся Ріні
- Арсвенді Насутіон у ролі устада
- Дімас Адітья в ролі Гендри, сина устада
- Егі Федлі в ролі Будімана
- Фахрі Албар — Батара
- Асмара Абіґейл — Дарміна